# 玄樞
玄枢（1042年—1110年），本为梁姓，安次县人，辽朝僧人。
玄枢幼年敏悟，九岁出家。以圣利寺讲法华经义隆上人为师。清宁二年（1056年），授具足戒。大康二年（1076年），学习唯识论、梵纲经。大康七年（1081年），诸寺请他为僧首。大康九年（1083年）四十二岁时，与弟子诵观音、弥陀、梵行、大悲心、密多心等经。与鞍山传戒大师同建义仓。乾统四年（1104年）得病，乾统十年（1110年）圆寂，僧腊五十七年，享年六十九岁。